# Liste von Texteditoren
Diese Seite listet Texteditoren nach Betriebssystem.
Eine Liste integrierter Entwicklungsumgebungen, die ebenfalls einen Texteditor aufweisen, findet sich unter Liste von integrierten Entwicklungsumgebungen. Außerdem gibt es eine Liste von Textverarbeitungsprogrammen.

## Plattformübergreifend
- Atom – Electron-basierter, erweiterbarer Editor mit eigener Paketverwaltung
- Brackets – hauptsächlich in HTML, CSS und JavaScript geschriebener, erweiterbarer Editor, speziell für Webanwendungen
- CudaText – Object Pascal- und Lazarus-basierter Editor mit Python-Pluginsystem.
- Emacs, XEmacs, µemacs (MicroEmacs), Jasspa MicroEmacs
- Geany – Scintilla-basiert, benutzt GTK
- gedit – ausgefeilter Editor der Gnome-Umgebung für Programmierung, META-Dokumente etc.
- Jed
- jEdit
- Kate – ausgefeilter Editor von KDE Plasma für Programmierung, META-Dokumente etc.
- Micro – Editor für die Kommandozeile, mächtiger als Nano, Tastenkürzel Strg-X/C/V für Ausschneiden, Kopieren
- Nano – Pico-Derivat, Fokus auf einfache Bedienung
- SciTE – Scintilla-basiert
- Sublime Text
- The Hessling Editor
- Vim – Weiterentwicklung des BSD-Editors vi und üblicherweise Bestandteil von Linux- und BSD-Distributionen einschließlich macOS
- Visual Studio Code
- Zed – Eine kollaborative Editor-Umgebung mit Fokus auf Unterstützung durch künstliche Intelligenz

## Unix

### Unix-Kommandozeileneditoren
- ed – der klassische UNIX-Zeileneditor
- ex – Zeileneditor, die Erweiterung von ed
- vi – der Standard-Bildschirmeditor unter UNIX, eigene Bedienung, basierend auf ex
- Joe – gängiger, einfacher Unix-Texteditor, Steuerung ähnlich wie WordStar
- MCedit – Editor des Dateibrowsers Midnight Commander

### Unix-Editoren mit GUI
- KWrite – üblicher Texteditor früherer KDE-Versionen
- Leafpad – Standard bei LXDE
- Mousepad – Standard bei Xfce

## macOS
(hier laufen ebenfalls die o. g. Unix-Kommandozeileneditoren sowie Editoren für X11)
- BBEdit; BBEdit Lite  und TextWrangler waren bis 2016 kostenlose Versionen von BBEdit mit eingeschränktem Funktionsumfang.
- Erbele
- Smultron
- TextEdit – Standard
- TextMate
- SubEthaEdit

## Windows
- KEDIT
- Notepad
- Notepad++ – basiert auf Scintilla
- Notepad2 – basiert auf Scintilla
- Proton Code Editor
- PSPad
- TED Notepad
- TextPad
- UltraEdit
- WinEdt

## DOS
- E (PC DOS 6.1 bis 2000) – ein Derivat des OS/2 System Editors
- E (SemWare Editor Pro bzw. Turbo SemWare Editor aka TSE Pro / DOS)
- MS-DOS Editor (MS-DOS ab Version 5.0, als mitinstalliertes DOS-Programm Bestandteil auch von NT-basierenden Windowssystemen, PC DOS 5.x) – eigenständiger Editor und Programmieroberfläche für QBasic (Aufruf mit dem Parameter / EDCOM)
- EDITOR (DR DOS / Novell DOS / OpenDOS)
- EDLIN (MS-DOS 1 bis 5.0 und PC DOS 1 bis ???, als mitinstalliertes DOS-Programm Bestandteil auch von Windows-NT-basierenden Windows-Versionen) – zeilenorientierter Editor
- Q (SemWare Quick Editor aka QEDIT)

## Mobile Betriebssysteme
Texteditoren mit Syntax-Highlighting für den mobilen Einsatz.

### Android
- Quoda
- VimTouch

### iOS
- Textastic
- Gusto Mobile
- Koder
- Vim
- Buffer Editor

## Sonstige Systeme
- Acme (Texteditor) unter Plan 9 (Betriebssystem), Inferno (Betriebssystem) und Unix
- CygnusEd für AmigaOS und MorphOS
- DisplayWrite/370 – Eine Textverarbeitung von IBM
- EDT, EVE und LSE unter VMS
- EDT und EDOR unter BS2000
- GoldED für AmigaOS und MorphOS (Teil von Cubic IDE)
- XEDIT für VM/CMS, IBM-Großrechner
- ISPF – Editor unter TSO, z/OS, IBM-Großrechner